# Una foto di me e di te
Una foto di me e di te è un singolo del cantante italiano Marco Carta pubblicato il 28 ottobre 2018.
Il brano firmato da Davide Simonetta e Raige, con i quali Carta aveva collaborato nel precedente disco, ha debuttato al 3 posto su iTunes.
Il singolo è stato lanciato dopo il coming out del cantante sardo nella trasmissione Domenica Live.
Infatti, il brano racconta di un mancato incontro tra il cantante e il padre (quando lui era molto piccolo) e il primo bacio dato ad un ragazzo.
Il videoclip che è stato girato a New York,è uscito nella pagina ufficiale YouTube di Carta nel mese di Dicembre e presentato per la prima volta in TV, durante una puntata del pomeridiano di Amici.

## Tracce
1. Una foto di me e di te – 3:28